# بينيت غريفين
بينيت غريفين (بالإنجليزية: Bennett Griffin)‏ هو طيار أمريكي، ولد في 22 سبتمبر 1895 في Barton, Mississippi ‏ في الولايات المتحدة، وتوفي في 26 أبريل 1978 في واشنطن العاصمة في الولايات المتحدة.